# Epigynopteryx termininota
Epigynopteryx termininota är en fjärilsart som beskrevs av Louis Beethoven Prout 1934. Epigynopteryx termininota ingår i släktet Epigynopteryx och familjen mätare. Inga underarter finns listade i Catalogue of Life.